# ورونا پوت
ورونا پوت (آلمانی: Verona Pooth؛ زادهٔ ۳۰ آوریل ۱۹۶۸) مجری تلویزیون، بازیگر و مدل اهل آلمان است.
از فیلم‌ها یا برنامه‌های تلویزیونی که وی در آن نقش داشته‌است می‌توان به رانده‌شده و جوجه کوچولو اشاره کرد. پوت در سال ۱۹۹۳ برنده جایزه دختر شایسته آلمان شده و نماینده این کشور در دوشیزه جهان ۱۹۹۳ بوده است.